# Wybory parlamentarne w Irlandii w 2016 roku
Wybory parlamentarne w Irlandii odbyły się 26 lutego 2016. Irlandczycy wybierali 158 posłów do Dáil Éireann (izba niższa parlamentu) w 40 okręgach wyborczych.
W czerwcu 2012 zmniejszono liczbę członków izby niższej parlamentu Irlandii z 166 do 158 oraz liczbę okręgów wyborczych z 43 do 40.

## Wyniki wyborów
Źródło
| Partia                        | Liczba głosów | %     | +/–% | Liczba mandatów | +/– |
| ----------------------------- | ------------- | ----- | ---- | --------------- | --- |
| Fine Gael                     | 544 140       | 25,47 | 10,6 | 50              | 26  |
| Fianna Fáil                   | 519 356       | 24,31 | 6,9  | 44              | 24  |
| Sinn Féin                     | 295 319       | 13,82 | 3,9  | 23              | 9   |
| niezależni                    | 280 650       | 13,14 | 0,4  | 17              | 2   |
| Partia Pracy                  | 140 898       | 6,6   | 12,8 | 7               | 30  |
| Independent Alliance          | 88 930        | 4,16  | 4,2  | 6               | 6   |
| People Before Profit Alliance | 84 168        | 3,94  | 2,9  | 6               | 4   |
| Social Democrats              | 64 094        | 3     | 1,8  | 3               | 1   |
| Partia Zielonych              | 57 999        | 2,71  | 0,9  | 2               | 2   |
| inni                          | 60 851        | 2,85  | 2,6  | 0               | 0   |
| Razem (frekwencja: 65,1%)     | 2 136 405     | 100   |      | 158             | 8   |